# ولژسکی، استان ولگوگراد
شهر ولژسکی (به روسی: Волжский) در کشور روسیه و در اوبلاست ولگوگراد واقع شده‌است.